# Benkara armigera
Benkara armigera är en måreväxtart som först beskrevs av Karl Moritz Schumann, och fick sitt nu gällande namn av Colin Ernest Ridsdale. Benkara armigera ingår i släktet Benkara och familjen måreväxter. Inga underarter finns listade i Catalogue of Life.